# Baie de Caernarfon
Pour les articles homonymes, voir Caernarfon (homonymie).
La baie de Caernarfon est une baie dépendant de la mer d'Irlande et située à l'extrémité sud-ouest du détroit de Menai, le long de l'île d'Anglesey et de la presqu'île de Llŷn.

## Toponymie
La baie tire son nom de Caernarfon, ville située non pas directement sur la baie mais dans le détroit de Menai, à proximité de l'extrémité de celui-ci. Sur ses bords sont également situées les villes et villages de Nefyn, Trefor et Clynnog Fawr (du côté gallois), et de Aberffraw, Llanddwyn et Rhosneigr, sur Anglesey.

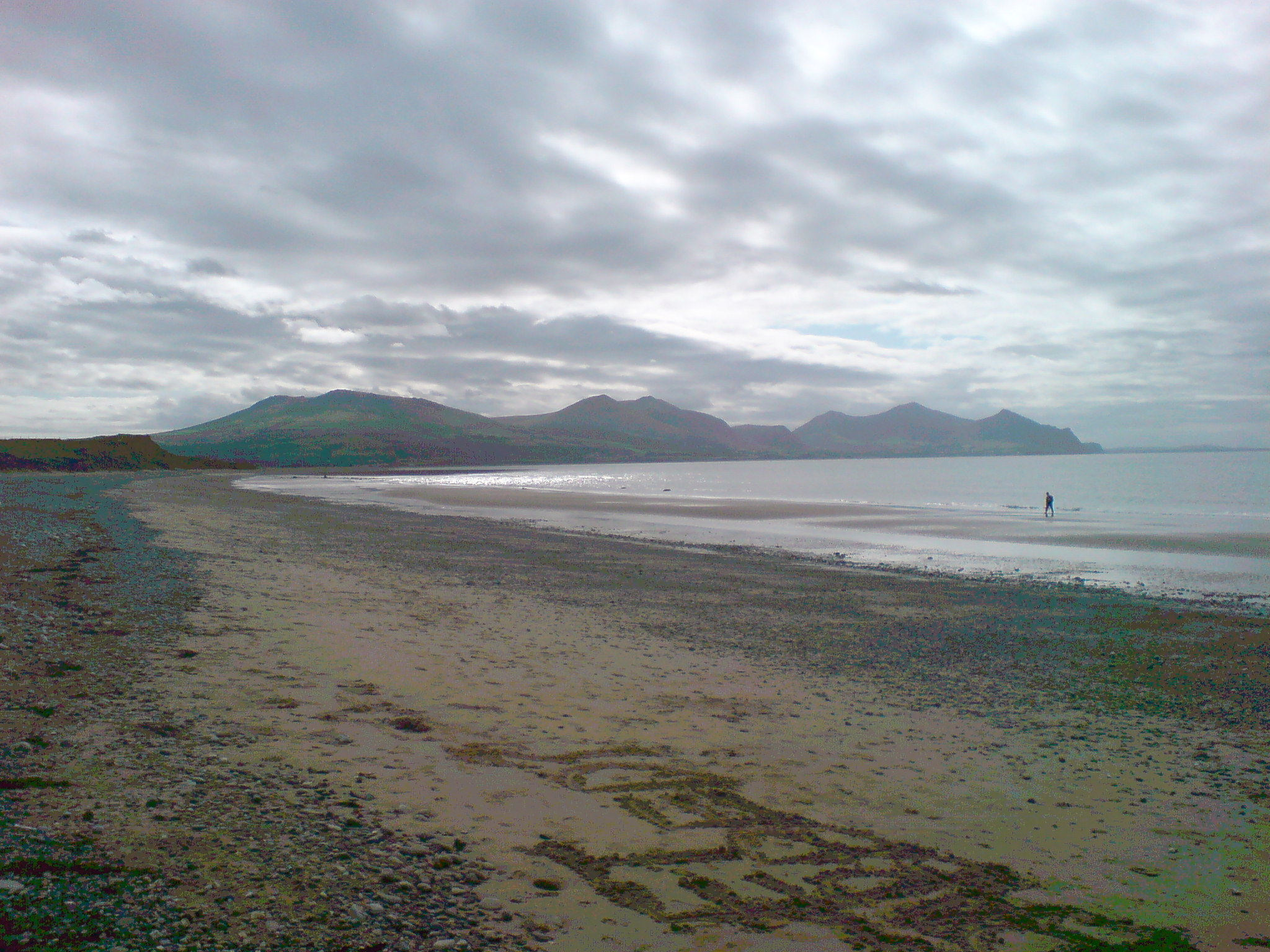
Vue générale de la baie.